# Bembidion albertisi
Bembidion albertisi es una especie de escarabajo del género Bembidion, categorizada en la tribu Bembidiini, de la subfamilia Trechinae.

## Distribución
Se distribuye por Indonesia y Nueva Guinea.

## Taxonomía
Fue descrita por Putzeys en 1875.